# Урођени сифилис
Урођени сифилис један је од облика сифилиса изазван инфекцијом бактеријом Трепонема паллидум, која се најчешће преноси сексуалним контактом (вагинални, орални или анални секс). Карактерише се појавом урођених мана код новорођенчади рођених од трудница које су заражене сифилисом пре или током трудноће.
Урођени (конгенитални) сифилис је мултисистемска инфекција узрокована Трепонема паллидум и преноси се на фетус преко плаценте.  Рани знаци су карактеристичне лезије коже, лимфаденопатија, хепатоспленомегалија, неуспех у развоју, крвави исцедак из носа, периоралне фисуре, менингитис, хороидитис, хидроцефалус, напади, интелектуална онеспособљеност, остеохондритис и псеудоборна апарализа (неуспешна паротрофија).  Каснији знаци су гуматозни улкуси, периосталне лезије, пареза, табес, оптичка атрофија, интерстицијски кератитис, сензорнеурална глувоћа и деформитети зуба.
Дијагноза је клиничка,и потврђује се микроскопски или серолошки. Болест се лечи пеницилином.

## Епидемиологија
Укупан ризик од трансплаценталне инфекције фетуса је око 60 до 80%, а вероватноћа се повећава током друге половине трудноће. Нелечени примарни или секундарни сифилис код мајке се обично преноси, али латентни или терцијарни сифилис се преноси у само око 20% случајева.
Нелечени сифилис у трудноћи је такође повезан са значајним ризиком од мртворођености и неонаталне смрти. 
Стопа конгениталног сифилиса у Сједињеним Америчким Државама драматично расте последњих година са повећањем од преко 500% случајева од 2010. године. Преко 2.000 случајева је пријављено у 2020. године, укључујући најмање 149 мртворођених и умрлих беба.
Конгенитални сифилис је такође постао географски распрострањенији у Сједињеним Америчким Државама и несразмерно погађа бебе у одређеним расним и етничким мањинским групама, посебно у групама америчких Индијанаца или староседелаца Аљаске, што вероватно одражава различит приступ здравственој заштити, а не интринзичну предиспозицију.

## Класификација
Код инфицираних новорођенчади, манифестације сифилиса се класификују као ране урођене (до 2 године) и касно урођене (после 2 године).
Рани урођени сифилис
Рани урођени сифилис се обично манифестује током прва 3 месеца живота бебе. Манифестације укључују карактеристичне везикулобулозне ерупције или макуларни осип бакрене боје на длановима и табанима и папуларне лезије око носа и уста и у пределу пелена, као и петехијалне лезије. 
Често се јављају генерализована лимфаденопатија и хепатоспленомегалија. Новорођенче може да не напредује и да има карактеристичан мукопурулентни или крвави исцедак из носа који изазива шмрцање. Неколико новорођенчади развије менингитис, хороидитис, хидроцефалус или нападе, а друга могу бити интелектуално онеспособљена. 
У првих 8 месеци живота, остеохондритис (хондроепифизитис), посебно дугих костију и ребара, може изазвати псеудопарализу удова са карактеристичним радиолошким променама на костима.
Касни урођени сифилис
Касни урођени сифилис обично се манифестује након 2 године живота и узрокује гуматозне чиреве који имају тенденцију да захвате нос, септум, тврдо непце и периосталне лезије које резултују сабљастим потколеницама и избочењем предњих и паријеталних костију. 
Неуросифилис је обично асимптоматски, али се могу развити јувенилне парезе и табес. 
Може доћи до оптичке атрофије, која понекад доводи до слепила. Интерстицијски кератитис , најчешћа лезија ока, често се понавља, што често доводи до ожиљака рожњаче. 
Сензоринеурална глувоћа, која је често прогресивна, може се појавити у било ком узрасту. 
Хачинсонови секутићи, периоралне пукотине (рагаде) и неразвијеност максиле  доводи до „булдог“ лица са карактеристичним, али ретким, последицама.

## Клиничка слика

### Главне клиничке манифестације код мајке
Код примарног сифилиса, раница или вишеструке ране се појављују на месту где је бактерија ушла у тело (обично близу гениталија, ректума или усне дупље). Ране су обично чврсте, округле и безболне. 
Код секундарног сифилиса клиничком слком доминирају:
- грозница,
- отечени лимфни чворови,
- осип на кожи,
- брадавичасте лезије гениталија (кондилома лата),

У латентној фази болести нема знакова или симптома. 
Код терцијарног сифилиса може се уочити неколико здравствених проблема који утичу на функцију срце, нервни систем и друге органе. 
У одсуству или у случају неадекватног лечења клиничка слика код особе са инфекцијом прелази из једне фазе у другу 

### Главне клиничке манифестације код новорођенчета
Нека деца са раним конгениталним сифилисом су асимптоматска по рођењу. Клиничке манифестације раног конгениталног сифилиса могу укључивати ринитис („шмркање“), хепатоспленомегалију, пустуле на длановима и табанима, кожни осип са десквамацијом, хориоретинитис и пигментну хориоретинопатију (тип соли и бибера), глауком, катаракт, керакт, интерстицијски нервитис. и кортикална деминерализација метафизних и дијафизних области дугих костију, анемија и тромбоцитопенија.
Неки клинички знаци конгениталног сифилиса – као што су хидропс и хепатоспленомегалија – могу се открити ултразвуком током трудноће. 
Новорођенчад која остане недијагностикована и нелечено може да напредује до касног урођеног сифилиса, што резултује бројним додатним клиничким манифестацијама, укључујући, али не ограничавајући се на: 
- седласти нос услед разарања хрскавице,
- фронтална (чеона) избочење услед периоститиса,
- задебљање тибије (сабљасте цеванице),
- отицање зглобова (заглављени зглобови),
- перфорација тврдог непца,
- абнормални развој зуба (Хачинсонови зуби),
- интерстицијски кератитис,
- неуролошка глувоћа,
- атрофија оптичког нерва.

## Дијагноза
СЗО препоручује универзални скрининг трудница на сифилис. Дијагноза конгениталног сифилиса првенствено се ослања на дијагнозу и лечење труднице. 
Тестови засновани на серуму доступни за дијагнозу сифилиса код мајке укључују:
Брзи или лабораторијски засновани трепонемски тестови:
- Трепонема паллидум тест аглутинације честица,

- Трепонема паллидум хемаглутинациони тест,

- ензимски имуноесеј,

- хемилуминисцентни имуноесеј,

Нетрепонемски тестови
- брзи плазма реагин,

- лабораторијски тестови за истраживање венеричних болести,

Било који од следећих лабораторијских или радиографских налаза код новорођенчета је у складу са клиничком дијагнозом конгениталног сифилиса :
- демонстрација Трепонема паллидум микроскопијом у тамном пољу;
- детекција флуоресцентних антитела;
- имунохистохемијско бојење;
- НААТ у пупчаној врпци, плаценти, назалном секрету или материјалу за лезије коже,
- обдукцијска материјала новорођенчета или мртворођеног детета;

- реактивност цереброспиналне течности за ВДРЛ тест и повећан број ћелија или протеина у цереброспиналној течности (без другог могућег узрока);

- реактивни нетрепонемски серолошки титар (РПР или ВДРЛ) код новорођенчета који је четвороструки или више од оног код мајке при рођењу;

- реактивни нетрепонемски серолошки титар код новорођенчета који је мање од четири пута већи него код мајке, али који остаје реактиван најмање шест месеци након порођаја;
- радиографије дугих костију које указују на конгенитални сифилис (нпр остеохондритис, дијафизни остеомијелитис, периоститис).

## Терапија
Сифилис се може лечити и излечити антибиотицима, али се са терапијом мора почети одмах. Након годину дана од почетка лечења  лекар треба да уради накнадно тестирање како би се уверио да терапија функционише.
Од прве употребе пеницилина за лечење сифилиса 1943. године, што је био значајан рани успех, он је остао преферирани и стандардни третман, укључујући и конгенитални сифилис. Међутим, лечење конгениталног сифилиса је у великој мери засновано на клиничком искуству и постоје изузетно ограничени докази о оптималној дози или трајању примене пеницилина или употребе других антибиотика.
У поређењу без интервенције, лечење бензатин пеницилином може повећати стопу серолошког излечења до старости од три месеца и евентуално смањити клиничку манифестацију конгениталног сифилиса. Разлика између бензатин пеницилина дугог дејства и прокаин бензилпеницилина за лечење новорођенчади са урођеним сифилисом није утврђена.

## Компликације
Компликације које изазива конгенитални сифилис код беба зависи од тога колико дуго је мајка  имала сифилис и да ли је или када је - добили терапију за лечењеа инфекције. Мешу најчешће компликације спадају:
- побачај (губитак бебе током трудноће),
- мртворођеност (беба рођена мртва),
- недоношчад (беба рођена рано),
- мала порођајна тежина,
- смрт убрзо након рођења.

Код баба рођених са клиничком сликом  конгениталног сифилис најчешће компликације су:
- деформисане кости,
- тешка анемија (ниска крвна слика),
- увећана јетра и слезина,
- жутица (жута боја коже или очију),
- проблеми са мозгом и нервима, попут слепила или глувоће,
- менингитис,
- осип на кожи.

## Превенција
Труднице би требало рутински да се тестирају на сифилис у првом тромесечју, а ако живе у заједници са високом стопом сифилиса или имају факторе ризика за сифилис, поново их треба тестирати у трећем тромесечју и приликом порођаја. 
У САД, већина држава захтева скрининг у првом тромесечју, а многе захтевају и касније тестирање.  У 99% случајева, адекватан третман током трудноће лечи и мајку и фетус. Међутим, у неким случајевима, лечење сифилиса у касној трудноћи елиминише инфекцију, али не и неке знаке сифилиса који се појављују при рођењу. Лечење мајке <4 недеље пре порођаја можда неће искоренити феталну инфекцију.
Када се дијагностикује конгенитални сифилис, други чланови породице треба да се прегледају на физичке и серолошке доказе инфекције. 
Поновни третман мајке у наредним трудноћама је неопходан само ако серолошки титри указују на релапс или реинфекцију. Жене које остану серопозитивне након адекватног лечења можда су поново инфициране и треба их поново проценити. Мајку без лезија која је серонегативна, али која је имала венерички контакт са особом за коју се зна да има сифилис, треба лечи, јер постоји 25 до 50% шансе да је добила сифилис.